# Иероним (Яновский)
Иероним Яновский (1736—1814) — архимандрит Русской православной церкви; ректор Полтавской духовной семинарии.

## Биография
Родился в 1736 году в семье православного священника, малоросс. Получил образование в Киевской духовной академии.
В 1761 году, по окончании академического курса в КДА, Яновский был рукоположен в сан священника; в 1763 году назначен «протопопом полтавской протопопии». 
С 1766 года он состоял присутствующим в славенской (позднее в екатеринославской и новороссийской) консистории; с 1778 года был протоиереем полтавского собора. 

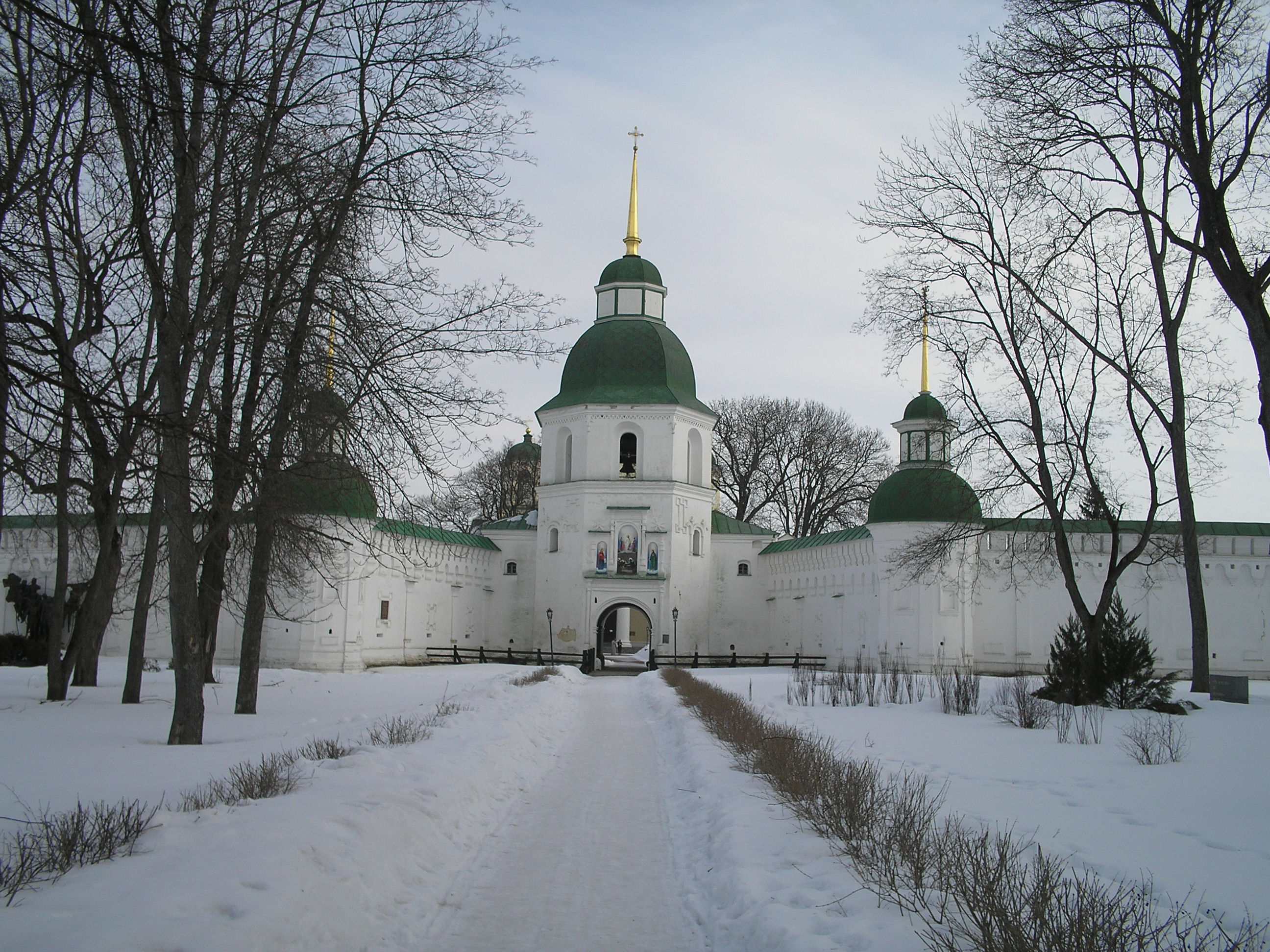
Спасо-Преображенский монастырь

В 1779 году был назначен ректором в новооткрытую Полтавскую духовную семинарию, с оставлением в прежних должностях. 
В 1786 году Яновский принял монашество в Киево-Печерской лавре с именем Иероним, где и остался соборным старцем. 
В 1792 году Иероним Яновский был назначен начальником киево-печерской типографии; в 1795 г. — наместником Киево-Печерской Лавры. 
1 января 1799 году он посвящен во архимандрита Златоверхо-Михайловского монастыря города Киева. 
В 1800 году он был переведен в Новгород-Северский в Спасо-Преображенский монастырь. 
В 1804 году был приглашён в Санкт-Петербург на чреду священнослужения и проповеди, но по старости и слабости здоровья вынужден был отказаться от этого почетного вызова. 
Иероним Яновский умер 16 января 1814 года в городе Новгород-Северском.
Его перу принадлежит «Краткое описание новгородсеверского Спасского монастыря», напечатанное в «Истории российской иерархии» (том V, страницы 337—339).